# Nakama

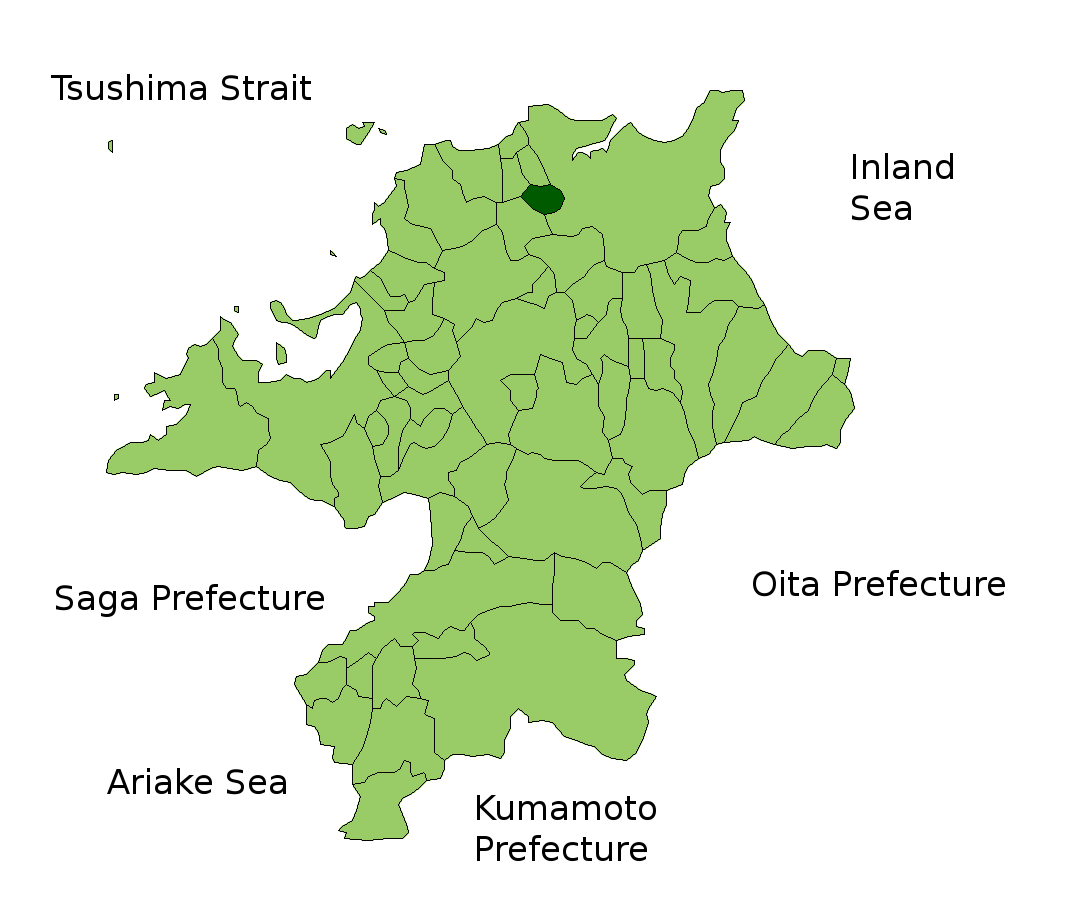

Nakama (中間市 Nakama-shi?) este un municipiu din Japonia, prefectura Fukuoka.